# Temporada 2019 del Campeonato de Super Fórmula Japonesa
La temporada 2019 del Campeonato de Super Fórmula Japonesa fue la 33.ª temporada de dicho campeonato, y la séptima con la actual denominación. Fue la temporada debut del Dallara SF19, y los campeones fueron Nick Cassidy y DoCoMo Team Dandelion Racing.

## Escuderías y pilotos
Todos los participantes utilizaron el monoplaza Dallara SF19 con neumáticos Yokohama.
| Escudería                    | Motor  | N.º | Piloto              | Rondas |
| ---------------------------- | ------ | --- | ------------------- | ------ |
| DoCoMo Team Dandelion Racing | Honda  | 1   | Naoki Yamamoto      | Todas  |
| DoCoMo Team Dandelion Racing | Honda  | 5   | Nirei Fukuzumi      | Todas  |
| Kondō Racing                 | Toyota | 3   | Kenta Yamashita     | Todas  |
| Kondō Racing                 | Toyota | 4   | Yuji Kunimoto       | Todas  |
| UOMO Sunoco Team LeMans      | Toyota | 7   | Artem Markelov      | 1-5    |
| UOMO Sunoco Team LeMans      | Toyota | 7   | Yuichi Nakayama     | 6-7    |
| UOMO Sunoco Team LeMans      | Toyota | 8   | Kazuya Oshima       | 1-6    |
| Team Mugen                   | Honda  | 15  | Daniel Ticktum      | 1-3    |
| Team Mugen                   | Honda  | 15  | Patricio O'Ward     | 4-6    |
| Team Mugen                   | Honda  | 15  | Jüri Vips           | 7      |
| Team Mugen                   | Honda  | 16  | Tomoki Nojiri       | 1-6    |
| Real Racing                  | Honda  | 17  | Tristan Charpentier | 1      |
| Real Racing                  | Honda  | 17  | Koudai Tsukakoshi   | 2-7    |
| carrozzeria Team KCMG        | Toyota | 18  | Kamui Kobayashi     | Todas  |
| Itochu Enex Team Impul       | Toyota | 19  | Yuhi Sekiguchi      | Todas  |
| Itochu Enex Team Impul       | Toyota | 20  | Ryō Hirakawa        | Todas  |
| Vantelin Team TOM'S          | Toyota | 36  | Kazuki Nakajima     | Todas  |
| Vantelin Team TOM'S          | Toyota | 37  | Nick Cassidy        | Todas  |
| JMS P.mu/cerumo・INGING      | Toyota | 38  | Hiroaki Ishiura     | Todas  |
| JMS P.mu/cerumo・INGING      | Toyota | 39  | Sho Tsuboi          | Todas  |
| B-MAX with motopark          | Honda  | 50  | Lucas Auer          | Todas  |
| B-MAX with motopark          | Honda  | 51  | Harrison Newey      | Todas  |
| TCS Nakajima Racing          | Honda  | 64  | Álex Palou          | Todas  |
| TCS Nakajima Racing          | Honda  | 65  | Tadasuke Makino     | Todas  |
| Fuente:                      |        |     |                     |        |

### Cambios

#### Cambios de equipos
- Motopark ingresó al campeonato en colaboración con B-MAX Racing Team.[6]

#### Cambios de pilotos
- Lucas Auer y Harrison Newey se unen al nuevo equipo B-MAX with motopark.[7][8]
- El campeón de la temporada 2018, Naoki Yamamoto, se incorporó al equipo DoCoMo Team Dandelion Racing, después participar en ocho temporadas con Team Mugen. Su compañero es Nirei Fukuzumi, quien participó parcialmente en 2018 con Team Mugen.[9]
- Tomoki Nojiri deja el equipo Docomo Team Dandelion Racing y se une a Team Mugen.[9]
- Koudai Tsukakoshi abandona Real Racing después de seis temporadas. Es reemplazado por Tristan Charpentier.[8]
- Tadasuke Makino y Álex Palou participan para Nakajima Racing.[9][8]
- Nick Cassidy se une a Vantelin Team TOM'S, luego de ser subcampeón participando para Kondō Racing. Yuji Kunimoto ocupa su lugar en su anterior escudería.[10]
- El debutante Artiom Markélov compite con UOMO Sunoco Team LeMans.[10]
- Patricio O'Ward reemplazó a Dan Ticktum en la escudería Mugen, luego de que este último compitiera en tres rondas.[11] Jüri Vips ocupó el lugar del mexicano en la última carrera.[12]
- Yuichi Nakayama ocupó el asiento de Artem Markelov en Okayama, ya que este participó en la ronda de Sochi de F2.[13]

## Calendario
El calendario fue anunciado en agosto de 2018, sin cambios en circuitos y orden con respecto al de la temporada anterior.
| Ronda | Circuito                                    | Fecha               |
| ----- | ------------------------------------------- | ------------------- |
| 1     | Circuito de Suzuka, Suzuka                  | 20-21 de abril      |
| 2     | Autopolis, Ōita                             | 18-19 de mayo       |
| 3     | Sportsland SUGO, Murata                     | 22-23 de junio      |
| 4     | Fuji Speedway, Oyama                        | 13-14 de julio      |
| 5     | Twin Ring Motegi, Motegi                    | 17-18 de agosto     |
| 6     | Circuito Internacional de Okayama, Mimasaka | 28-29 de septiembre |
| 7     | Circuito de Suzuka, Suzuka                  | 26-27 de octubre    |

## Resultados
| Ronda | Ronda                             | Pole Position   | Vuelta rápida   | Piloto ganador  | Escudería ganadora           |
| ----- | --------------------------------- | --------------- | --------------- | --------------- | ---------------------------- |
| 1     | Circuito de Suzuka                | Tadasuke Makino | Álex Palou      | Nick Cassidy    | Vantelin Team TOM'S          |
| 2     | Autopolis                         | Yuji Kunimoto   | Yuhi Sekiguchi  | Yuhi Sekiguchi  | Itochu Enex Team Impul       |
| 3     | Sportsland SUGO                   | Naoki Yamamoto  | Lucas Auer      | Naoki Yamamoto  | DoCoMo Team Dandelion Racing |
| 4     | Fuji Speedway                     | Álex Palou      | Álex Palou      | Álex Palou      | TCS Nakajima Racing          |
| 5     | Twin Ring Motegi                  | Álex Palou      | Artem Markelov  | Ryō Hirakawa    | Itochu Enex Team Impul       |
| 6     | Circuito Internacional de Okayama | Ryō Hirakawa    | Kamui Kobayashi | Kenta Yamashita | Kondō Racing                 |
| 7     | Circuito de Suzuka                | Álex Palou      | Nick Cassidy    | Tomoki Nojiri   | Team Mugen                   |

## Campeonato

### Sistema de puntuación
| Posición     | 1º | 2º | 3º | 4º | 5º | 6º | 7º | 8º | Pole |
| Carreras 1-6 | 10 | 8  | 6  | 5  | 4  | 3  | 2  | 1  | 1    |
| Carrera 7    | 13 | 8  | 6  | 5  | 4  | 3  | 2  | 1  | 1    |

### Campeonato de Pilotos
| Pos. | Piloto              | SUZ | AUT | SUG | FUJ | MOT | OKA | SUZ | Puntos |
| ---- | ------------------- | --- | --- | --- | --- | --- | --- | --- | ------ |
| 1    | Nick Cassidy        | 1   | 8   | 4   | 3   | 3   | 10  | 2   | 36     |
| 2    | Naoki Yamamoto      | 2   | 2   | 1   | 11  | 9   | 7   | 5   | 33     |
| 3    | Álex Palou          | Ret | 6   | 13  | 1   | 4   | 4   | 19  | 26     |
| 4    | Tomoki Nojiri       | 4   | 18  | Ret | 4   | 8   | 9   | 1   | 24     |
| 5    | Kenta Yamashita     | 3   | 7   | 6   | 17  | 13  | 1   | 9   | 21     |
| 6    | Kamui Kobayashi     | 9   | 10  | 2   | 6   | 2   | 18  | 12  | 19     |
| 7    | Nirei Fukuzumi      | 11  | 5   | 5   | 9   | 5   | Ret | 3   | 18     |
| 8    | Yuhi Sekiguchi      | Ret | 1   | 10  | 8   | 15  | 13  | 4   | 16     |
| 9    | Lucas Auer          | 7   | 11  | 3   | Ret | 7   | 5   | 11  | 14     |
| 10   | Ryō Hirakawa        | Ret | 14  | 11  | 12  | 1   | 12  | 8   | 12     |
| 11   | Sho Tsuboi          | 5   | 12  | Ret | 2   | 17  | 11  | 10  | 12     |
| 12   | Kazuki Nakajima     | Ret | 13  | 12  | 5   | 16  | 2   | 14  | 12     |
| 13   | Hiroaki Ishiura     | Ret | 9   | 7   | 7   | 6   | Ret | 6   | 10     |
| 14   | Kazuya Oshima       | 12  | 3   | 17  | 13  | 11  | 8   | 17  | 7      |
| 15   | Harrison Newey      | Ret | 17  | Ret | 16  | 19  | 3   | 20  | 6      |
| 16   | Tadasuke Makino     | Ret | 4   | 14  | 10  | Ret | 17  | 13  | 6      |
| 17   | Yuji Kunimoto       | 6   | 16  | 8   | 15  | 10  | 16  | 15  | 5      |
| 18   | Patricio O'Ward     |     |     |     | 14  | 14  | 6   |     | 3      |
| 19   | Koudai Tsukakoshi   |     | 15  | 9   | 18  | 18  | 14  | 7   | 2      |
| 20   | Dan Ticktum         | 8   | Ret | 15  |     |     |     |     | 1      |
| 21   | Artem Markelov      | 10  | Ret | 16  | 19  | 12  |     |     | 0      |
| 22   | Yuichi Nakayama     |     |     |     |     |     | 15  | 16  | 0      |
| 23   | Jüri Vips           |     |     |     |     |     |     | 18  | 0      |
| –    | Tristan Charpentier | Ret |     |     |     |     |     |     | 0      |
| Pos. | Piloto              | SUZ | AUT | SUG | FUJ | MOT | OKA | SUZ | Puntos |

| Color     | Resultado                                                               |
| --------- | ----------------------------------------------------------------------- |
| Oro       | Ganador                                                                 |
| Plata     | 2.ª plaza                                                               |
| Bronce    | 3.ª plaza                                                               |
| Verde     | Finalizó en los puntos                                                  |
| Azul      | Finalizó sin puntos                                                     |
| Azul      | NC - No clasificado                                                     |
| Violeta   | Ret - No terminó (Carrera)                                              |
| Rojo      | DNQ - No se clasificó                                                   |
| Negro     | DSQ - Descalificado                                                     |
| Blanco    | DNS - No empezó (carrera)                                               |
| Blanco    | WD - Retirado (fin de semana)                                           |
| Blanco    | C - Carrera cancelada                                                   |
| Sin color | DNP - Inscrito pero no participó                                        |
| Sin color | INJ - Lesionado                                                         |
| Sin color | EX - Excluido                                                           |
| Estado    | Resultado                                                               |
| Negrita   | Pole position                                                           |
| Cursiva   | Vuelta rápida                                                           |
| †         | Abandona, pero clasifica al completar el porcentaje requerido para ello |

Fuente: Super Fórmula

### Campeonato de Escuderías
| Pos. | Escudería                    | N.º | SUZ | AUT | SUG | FUJ | MOT | OKA | SUZ | Puntos |
| ---- | ---------------------------- | --- | --- | --- | --- | --- | --- | --- | --- | ------ |
| 1    | DoCoMo Team Dandelion Racing | 1   | 2   | 2   | 1   | 12  | 9   | 5   | 5   | 50     |
| 1    | DoCoMo Team Dandelion Racing | 5   | 11  | 5   | 5   | 9   | 5   | Ret | 3   | 50     |
| 2    | Vantelin Team TOM'S          | 36  | Ret | 13  | 12  | 5   | 16  | 2   | 14  | 48     |
| 2    | Vantelin Team TOM'S          | 37  | 1   | 8   | 4   | 3   | 3   | 10  | 2   | 48     |
| 3    | TCS Nakajima Racing          | 64  | Ret | 6   | 13  | 1   | 4   | 4   | 19  | 28     |
| 3    | TCS Nakajima Racing          | 65  | Ret | 4   | 14  | 10  | Ret | 17  | 13  | 28     |
| 4    | Itochu Enex Team Impul       | 19  | Ret | 1   | 10  | 8   | 15  | 13  | 4   | 27     |
| 4    | Itochu Enex Team Impul       | 20  | Ret | 14  | 11  | 12  | 1   | 12  | 8   | 27     |
| 5    | Team Mugen                   | 15  | 8   | Ret | 15  | 14  | 14  | 6   | 18  | 25     |
| 5    | Team Mugen                   | 16  | 4   | 18  | Ret | 4   | 8   | 9   | 1   | 25     |
| 6    | Kondō Racing                 | 3   | 3   | 7   | 6   | 17  | 13  | 1   | 9   | 25     |
| 6    | Kondō Racing                 | 4   | 6   | 16  | 8   | 15  | 10  | 16  | 15  | 25     |
| 7    | JMS P.mu/cerumo・INGING      | 38  | Ret | 9   | 7   | 7   | 6   | Ret | 6   | 22     |
| 7    | JMS P.mu/cerumo・INGING      | 39  | 5   | 12  | Ret | 2   | 17  | 11  | 10  | 22     |
| 8    | B-MAX with Motopark          | 50  | 7   | 11  | 3   | Ret | 7   | 5   | 11  | 20     |
| 8    | B-MAX with Motopark          | 51  | Ret | 17  | Ret | 16  | 19  | 3   | 20  | 20     |
| 9    | carrozzeria Team KCMG        | 18  | 9   | 10  | 2   | 6   | 2   | 18  | 12  | 19     |
| 10   | UOMO Sunoco Team LeMans      | 7   | 10  | Ret | 16  | 19  | 12  | 15  | 16  | 7      |
| 10   | UOMO Sunoco Team LeMans      | 8   | 12  | 3   | 17  | 13  | 11  | 8   | 17  | 7      |
| 11   | Real Racing                  | 17  | Ret | 15  | 9   | 18  | 18  | 14  | 7   | 2      |
| Pos. | Escudería                    | N.º | SUZ | AUT | SUG | FUJ | MOT | OKA | SUZ | Puntos |

| Color     | Resultado                                                               |
| --------- | ----------------------------------------------------------------------- |
| Oro       | Ganador                                                                 |
| Plata     | 2.ª plaza                                                               |
| Bronce    | 3.ª plaza                                                               |
| Verde     | Finalizó en los puntos                                                  |
| Azul      | Finalizó sin puntos                                                     |
| Azul      | NC - No clasificado                                                     |
| Violeta   | Ret - No terminó (Carrera)                                              |
| Rojo      | DNQ - No se clasificó                                                   |
| Negro     | DSQ - Descalificado                                                     |
| Blanco    | DNS - No empezó (carrera)                                               |
| Blanco    | WD - Retirado (fin de semana)                                           |
| Blanco    | C - Carrera cancelada                                                   |
| Sin color | DNP - Inscrito pero no participó                                        |
| Sin color | INJ - Lesionado                                                         |
| Sin color | EX - Excluido                                                           |
| Estado    | Resultado                                                               |
| Negrita   | Pole position                                                           |
| Cursiva   | Vuelta rápida                                                           |
| †         | Abandona, pero clasifica al completar el porcentaje requerido para ello |

Fuente: Super Fórmula
Fuente: Super Fórmula